# The Blind Banker
The Blind Banker (El banquero ciego en español) es el segundo episodio de la primera temporada de la serie británica Sherlock.

## Sinopsis
En el Museo Nacional de Antigüedades, la experta en cerámica Soo Lin Yao (Gemma Chan) ve algo que la asusta y desaparece. Mientras, John (Martin Freeman) tiene problemas económicos y necesita encontrar un trabajo remunerado. Sherlock (Benedict Cumberbatch) le dice de ir "al banco", que se ha vuelto en una gran casa de financiación internacional. Allí Seb Wilkes (Bertie Carvel), un viejo conocido de la universidad de Sherlock, le pide ayuda, a cambio de una cantidad muy elevada de dinero. Ocurrió un robo del que no se llevaron nada, pero se pintaron unos extraños símbolos en el retrato de un banquero. Sherlock se fija en que es un mensaje dirigido a Edward Van Coon (del Dpto. de Hong Kong), quien no ha ido a trabajar. Sherlock irrumpe en el apartamento (totalmente cerrado) de Van Coon, y le encuentra muerto. La policía, bajo las órdenes del Inspector Dimmock (Paul Chequer), está dispuesta a considerarlo suicidio, mientras que Sherlock cree que se trata de asesinato. Pronto el periodista Brian Lukis (Howard Coggins) también aparece muerto en su casa, que se encontraba cerrada por dentro. Sherlock y Jonh investigan, y en la librería donde Lukis había estado encuentran el mismo símbolo pintado en un estante.
Mientras, John encuentra trabajo como suplente en un local de cirugía con Sarah Sawyer (Zoe Telford). Sherlock y John descubren un enlace entre ambas víctimas: los dos acababan de volver de China, y los dos habían visitado la tienda oriental "The Lucky Cat" (El gato de la suerte). John descubre que los símbolos son números suzhou. Sherlock entra al apartamento de Soo Lin Yao, evidentemente vacío por varios días. En el museo, descubre los números en una estatua. Luego, con ayuda del graffitero Raz (Jack Bence), descubren más símbolos pintados en un muro de la vía del tren, e intentan descifrar el mensaje.
De vuelta al Museo de Antigüedades, Holmes descubre a Soo Lin Yao, escondida, que explica que los códigos son obra de la banda criminal "Black Lotus Tong", de la que fue una vez miembro. Desafortunadamente, antes de poder decodificar los mensajes, el asesino, que se revela como el hermano de Soo Lin Yao, ataca de nuevo. Sherlock se da cuenta de que Lukis y Van Coon pertenecían a la organización criminal, involucrados en contrabando de antigüedades valiosas de China para venderlas en Londres, y que fueron asesinados por robar algo.
Sherlock sabe que el mensaje es una forma de "cifrado de libro", y él y John empiezan a buscar los libros que tenían en común los dos hombres para tratar de encontrar la solución. El primer día de John en el trabajo no le va bien, ya que, al haber estado despierto toda la noche, cae dormido en las consultas. Sarah le cubre, y Sherlock les organiza una cita (a la que luego se une) para un Circo Ambulante Chino. Mientras John y Sarah disfrutan del escapismo y las acrobacias, Sherlock fisgonea entre bastidores y es atacado, pero con la ayuda de Sarah y John, los tres logran huir. Mientras Sherlock sigue buscando la solución del cifrado de libros, John y Sarah son secuestrados. Sarah es atada y amordazada, y puesta enfrente de una ballesta que está próxima a pegarle un tiro. Los villanos creen que John es Sherlock Holmes, e intentan forzarle a revelar dónde está el "tesoro perdido" a cambio de la vida de su novia. Afortunadamente, Sherlock encuentra la solución al código, lee el mensaje, sigue la pista de los villanos a su escondite, y rescata a sus amigos. También se da cuenta de que el misterioso "tesoro" ha estado siempre a la vista: una horquilla de jade que la secretaria/amante de Van Cook llevaba en el pelo como regalo de este.
Mientras, Shan, la jefa de la banda, escapa y pide perdón a su superior, identificado por la inicial "M". El episodio termina con la toma completamente oscurecida y Shan siendo disparada por un francotirador enviado por "M".

## Alusiones
El episodio toma el concepto de mensajes codificados de El valle del terror (usando libros como referencia) y Los bailarines (usando mensajes pictográficos). Las marcas en los pies de los miembros de Black Lotus hacen referencias a las marcas de tatuadas en los miembros de la logia en El valle del terror.